# M. Moleiro Editor
M. Moleiro Editor es una editorial especializada en la reproducción facsímil de códices, mapas y manuscritos iluminados, fundada en Barcelona en 1991.

## Historia
En 1976, siendo todavía estudiante, Manuel Moleiro fundó la editorial Ebrisa. Con ella publicó libros de arte, ciencia y cartografía y colaboró, en distintos proyectos comunes, con sellos como Times Books, Enciclopedia Británica, MacMillan, Edita, Imprimerie Nationale y Franco Maria Ricci.
En 1991 decidió crear una empresa con su propio nombre y marca. Desde entonces se ha especializado en la clonación de algunas de las principales joyas bibliográficas de la Edad Media y el Renacimiento, obteniendo para ello los permisos de bibliotecas y museos como la Biblioteca Nacional de Francia, la British Library, la Morgan Library & Museum, el Metropolitan de Nueva York, la Biblioteca Nacional de Rusia, la Huntington Library o la Fundación Gulbenkian de Lisboa. Cada edición facsímil viene acompañada de un volumen de estudio a cargo de académicos especialistas en codicología.

## Labor editorial
Las ediciones de M. Moleiro Editor resultan difícilmente diferenciables de sus originales y, para distinguirlas del término «facsímil», M. Moleiro Editor decidió llamar a sus códices «casi-original». Todas las ediciones de la casa son primeras y únicas, limitadas a 987 ejemplares numerados y autentificados con un testimonio notarial. 
En 2001 el diario The Times calificó el trabajo de la editorial como «el arte de la perfección». Un año más tarde, en el mismo periódico, Allegra Stratton escribió que «el Papa duerme con un casi-original de Moleiro junto a la cama». Con el tiempo, al papa Juan Pablo II se han ido sumando personalidades como los expresidentes estadounidenses, Jimmy Carter, Bill Clinton y George Bush, el Nobel José Saramago, el presidente de Portugal Aníbal Cavaco Silva o el rey Juan Carlos I de España, entre otros. Desde entonces, nuevas y preciosas ediciones de los más bellos manuscritos iluminados de la humanidad se han ido añadiendo a la colección de la editorial. 
Entre las obras más importantes de las reproducidas por M. Moleiro figuran:
De las obras de Beato de Liébana, M. Moleiro ha clonado el Beato de Cardeña, el Beato de Arroyo, el Beato de Silos, el Beato de Fernando I y Sancha y el Beato de Gerona.
También están editados bajo su sello los tres volúmenes de la Biblia de San Luis considerada el monumento bibliográfico más importante de la historia, con un total de 4887 miniaturas.
En su catálogo también destacan numerosos libros de horas como el Breviario de Isabel la Católica, las Grandes Horas de Ana de Bretaña o el Libro de Horas de Juana I de Castilla, tratados médicos como el Libro de los Medicamentos Simples, el Tacuinum Sanitatis o el Dioscórides de Cibo y Mattioli, obra magna de la medicina renacentista, y piezas maestras de la cartografía, como el Atlas Miller o el Atlas Vallard.

## Relación completa de ediciones «casi-originales»
- Apocalipsis 1313
- Apocalipsis flamenco
- Atlas Miller
- Atlas universal de Diogo Homem
- Atlas Universal de Fernão Vaz Dourado
- Atlas Vallard
- Beato de Liébana, Códice de Girona
- Beato de Liébana, Monasterio de San Pedro de Cardeña
- Biblia de San Luis
- Biblia moralizada de Nápoles
- Breviario de Isabel la Católica
- Genealogía de Cristo
- Grandes horas de Ana de Bretaña
- Libro de horas – Libro del Golf
- Libro de horas de Carlos de Angulema
- Libro de horas de Enrique VIII
- Libro de horas de Juana I de Castilla
- Libro de la Felicidad
- Libro del tesoro
- Libro de los testamentos
- Salterio triple glosado
- Splendor Solis
- Tacuinum Sanitatis
- Theriaka y Alexipharmaka
- Tractatus de Herbis
- Dioscórides de Cibo y Mattioli

Ediciones «casi-originales» ya agotadas:
- Apocalipsis Gulbenkian
- Beato de Liébana, Códice de Fernando I y Doña Sancha de Castilla y León
- Beato de Liébana, Monasterio de San Andrés de Arroyo
- Beato de Liébana, Monasterio de Santo Domingo de Silos
- Carta de Cristóbal Colón
- Libro de horas de Carlos VIII
- Libro de horas de Luis de Orleans
- Libro de horas de María de Navarra
- Libro de los medicamentos simples
- Libro de Oración de Alberto de Brandenburgo
- Mapamundi catalán
- Martirologio de Usuardo
- Libro del Caballero Zifar
- Theatrum Sanitatis